# Srečko Katanec
Srečko Katanec (Ljubljana, 16 de juliol, 1963) és un exfutbolista i entrenador de futbol eslovè.
Començà a jugar a futbol a diversos club de l'antiga Iugoslàvia: NK Ljubljana, NK Olimpija Ljubljana, Dinamo de Zagreb i Partizan de Belgrad. Fou campió de Iugoslàvia el 1987. L'any següent ingressà al VfB Stuttgart, i el 1989 a la UC Sampdoria. Fon en el club de Gènova quan assolí els majors èxits com a futbolista.
Jugà amb la selecció iugoslava l'Eurocopa 1984, els Jocs Olímpics d'Estiu de 1984, on fou medalla de bronze, i la Copa del Món de Futbol de 1990, per un total de 31 partits i 5 gols. També jugà amb la selecció d'Eslovènia 5 cops, on marcà 1 gol.
El 1996 començà a entrenar a la selecció sots 21 d'Eslovènia, juntament amb Drago Kostajnšek. El 1998 fou entrenador del HIT Gorica, però l'1 de juliol del mateix any fou nomenat seleccionador eslovè absolut. Aconseguí classificar la selecció per l'Eurocopa 2000 i per la Copa del Món de futbol de 2002. Posteriorment dirigí l'Olympiakos del Pireu i la selecció de futbol de Macedònia.

## Palmarès
- Lliga italiana de futbol: 1991
- Copa italiana de futbol: 1994
- Recopa d'Europa de futbol: 1989